# Вудсток (Илиноис)
Вудсток (енгл. Woodstock) град је у америчкој савезној држави Илиноис. По попису становништва из 2010. у њему је живело 24.770 становника.

## Демографија
Према попису становништва из 2010. у граду је живело 24.770 становника, што је 4.619 (22,9%) становника више него 2000. године.
| Група             | 2000.          | 2010.          |
| Белци             | 15.511 (77,0%) | 17.478 (70,6%) |
| Афроамериканци    | 214 (1,1%)     | 562 (2,3%)     |
| Азијати           | 406 (2,0%)     | 578 (2,3%)     |
| Хиспаноамериканци | 3.830 (19,0%)  | 5.852 (23,6%)  |
| Укупно            | 20.151         | 24.770         |